# سينما الفريد
سينما ومسرح الفريد هي من أقدم وأشهر دور السينما والمسارح في فلسطين وعموم المنطقة، تقع في مدينة طولكرم بالضفة الغربية، وقد افتتحت بتاريخ 1 ديسمبر 1960، وفي ذلك التاريخ صدر فيلم إشاعة حب المصري، حيث عرض الفيلم عند إصداره حينها في المدن الثلاث فقط: طولكرم وبيروت والقاهرة، وبنفس التوقيت.
يوجد في مدينة طولكرم أيضًا سينما الأندلس الشهيرة والتي افتتحت عام 1965.

## التاريخ
بدأت أعمال بناء مبنى دار سينما الفريد في مدينة طولكرم في منتصف الخمسينات من القرن العشرين، وفي يوم 1 ديسمبر 1960 افتتحت دار سينما الفريد رسميًا.

## سينما الفريد والمجتمع
شكلت سينما الفريد في مدينة طولكرم حالة ثقافية ترفيهية على مستوى فلسطين والمنطقة، حيث عرضت دار السينما عشرات الأفلام العربية والهندية والأمريكية والأجنبية، كما عملت دار السينما على جذب الزوار من كافة المناطق الفلسطينية ومناطق الـ48.

## وصلات خارجية
- صورة خارجية لدار سينما ومسرح الفريد في مدينة طولكرم، موقع فلسطين في الذاكرة.
- عن سينما الفريد، قناة الفجر على يوتيوب